# Kustklokrypare
Kustklokrypare (Chthonius tetrachelatus) är en spindeldjursart som först beskrevs av Preyssler 1790.  Kustklokrypare ingår i släktet Chthonius och familjen käkklokrypare. Arten är reproducerande i Sverige. Inga underarter finns listade i Catalogue of Life.